# Grouven (Elsdorf)
Grouven is een dorp in, en sedert 2011 een stadsdistrict van de Duitse gemeente Elsdorf, deelstaat Noordrijn-Westfalen, en telde per 31 mei 2024 volgens de gemeentewebsite van Elsdorf 641 inwoners.
Het weinig belangrijke dorpje ligt ten oosten van Elsdorf-stad en niet ver ten zuidwesten van afrit 18 van de Autobahn A 61.
Grouven bestaat blijkens een oud document al sedert 977.

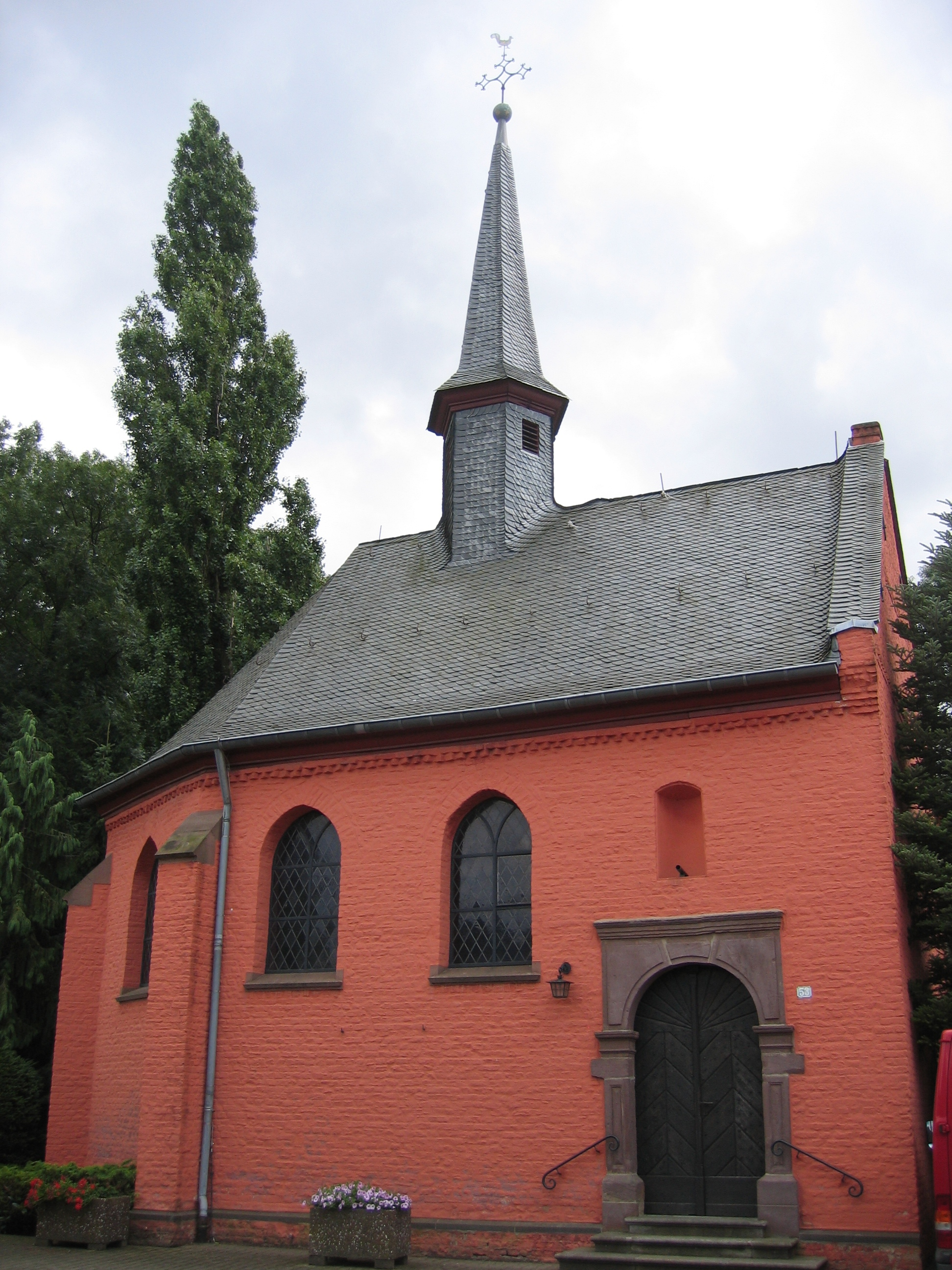
Sinte-Brigidakapel, Grouven
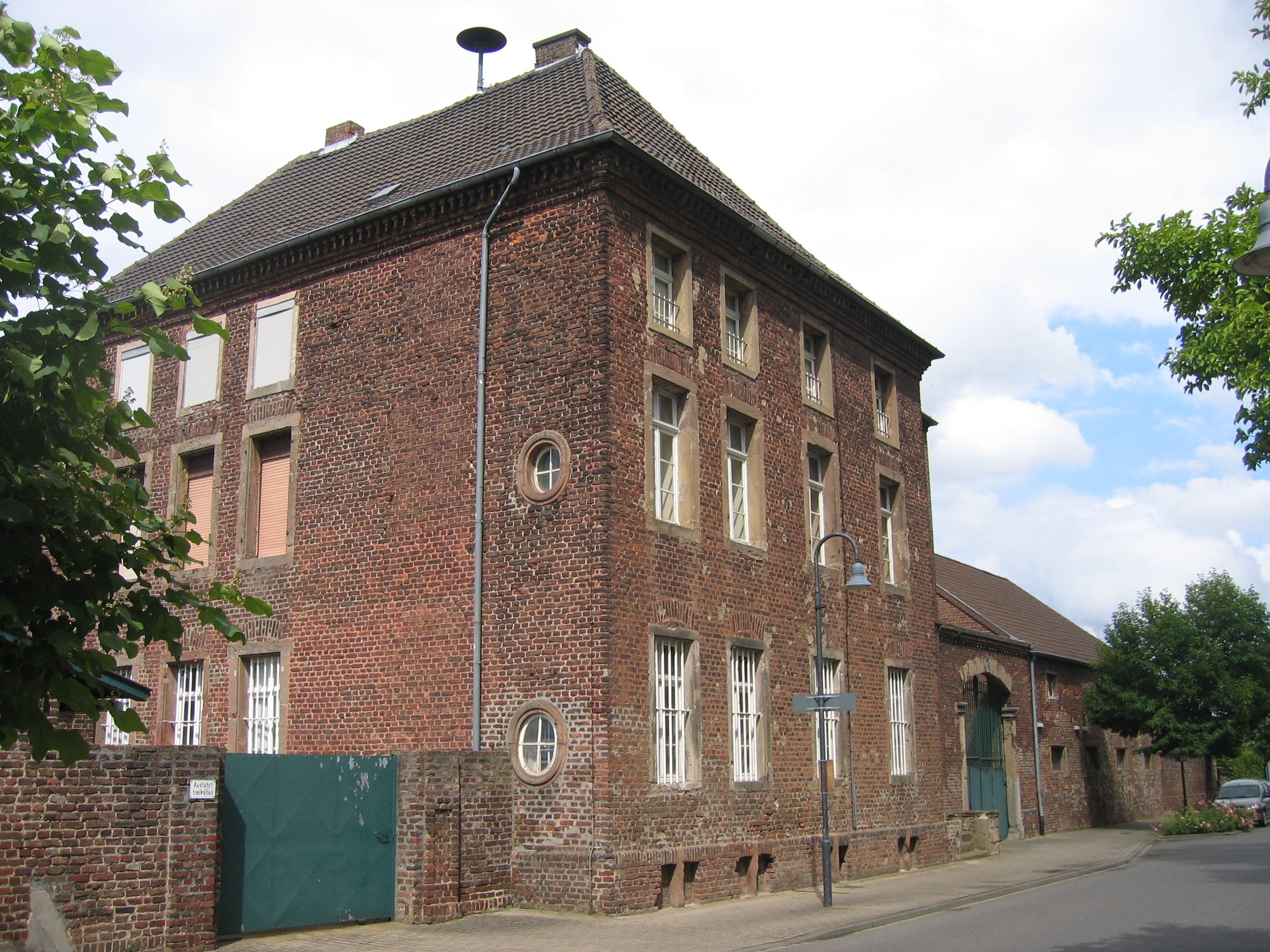
Herenboerderij, voormalig kasteel Burg Grouven

Zie verder: Elsdorf (Noord-Rijnland-Westfalen).